# Desperate Youth, Blood Thirsty Babes
Desperate Youth, Blood Thirsty Babes — дебютный студийный альбом американской рок-группы TV on the Radio. Диск записан на студии Headgear, расположенной в Бруклине, и выпущен в 2004 году на компакт-диске, 12-дюймовом виниле и в формате MP3. Виниловое издание содержало дополнительный трек «You Could Be Love», а цифровая версия, кроме него, включала демозапись композиции «Staring at the Sun». Вступление в песне «Staring at the Sun» было изменено по сравнению с версией на мини-альбоме Young Liars, и новая редакция вошла в этот альбом, а также сингл и видеоклип.
Альбом был награждён премией Shortlist Music Prize. В американских чартах журнала Billboard он занял 15-е место в рейтинге новых исполнителей и 11-е — в хит-параде независимой музыки. Он также провёл четыре недели во французском чарте, добравшись до 190-й строчки. Диск получил в целом положительные отзывы музыкальных критиков и набрал 79 баллов из 100 на сайте Metacritic.

## Список композиций
1. «The Wrong Way» — 4:38
2. «Staring at the Sun» — 3:27
3. «Dreams» — 5:09
4. «King Eternal» — 4:28
5. «Ambulance» — 4:55
6. «Poppy» — 6:07
7. «Don’t Love You» — 5:31
8. «Bomb Yourself» — 5:32
9. «Wear You Out» — 7:22
10. «You Could Be Love» (только на виниле и в MP3-издании)
11. «Staring at the Sun (demo)» (только в MP3-издании)

## Чарты
| Страна                   | Место |
| ------------------------ | ----- |
| США (Heatseekers Albums) | 15    |
| США (Independent Albums) | 11    |
| Франция                  | 190   |